# 荒地阿魏
荒地阿魏（学名：Ferula syreitschikowii）为伞形科阿魏属的植物。分布在俄罗斯以及中国大陆的新疆等地，生长于海拔520米至1,200米的地区，多生在农田荒地、田边、水渠边、沙地或砾石质干山坡上，目前尚未由人工引种栽培。